# Tử địa Skyfall
Điệp viên 007: Tử địa Skyfall (tựa gốc: Skyfall) là bộ phim gián điệp thứ 23 trong loạt phim James Bond, được sản xuất bởi Eon Productions và phân phối bởi MGM và Sony Pictures Entertainment. Trong bộ phim này Daniel Craig lần thứ ba thủ vai James Bond, và Javier Bardem thủ vai Raoul Silva, nhân vật phản diện. Bộ phim do Sam Mendes đạo diễn, biên kịch bởi John Logan, Neal Purvis và Robert Wade.
Trong phim, Bond điều tra một cuộc tấn công vào MI6, làm lộ ra đó là một phần của một cuộc tấn công nhắm vào M bởi cựu đặc vụ MI6, Raoul Silva. Bộ phim có sự xuất hiện trở lại của hai nhân vật định kỳ sau hai kỳ vắng mặt: Q, thủ vai bởi Ben Whishaw, và Miss Moneypenny, thủ vai bởi Naomie Harris. Sau khi đóng vai M trong bảy bộ phim Bond liên tiếp, Tử địa Skyfall đánh dấu lần diễn cuối cùng của Judi Dench trong vai diễn này. Vai diễn này sau đó được thay bởi những nhân vật Gareth Mallory (M) do Ralph Fiennes đóng.
Mendes đã được giao đạo diễn bộ phim sau khi phát hành bộ phim Định mức khuây khỏa trong năm 2008. Việc sản xuất phim đã bị đình chỉ khi MGM gặp khó khăn tài chính, và không tiếp tục cho đến tháng 12 năm 2010, trong thời gian này, Mendes vẫn gắn liền với dự án với vai trò nhà tư vấn. Người viết kịch bản ban đầu, Peter Morgan, rời khỏi dự án trong thời gian bị đình chỉ. Khi sản xuất trở lại, Logan, Purvis và Wade tiếp tục viết phiên bản cuối cùng của kịch bản trong khi kết hợp những ý tưởng của Morgan. Phim bấm máy vào tháng 11 năm 2011, và chủ yếu diễn ra tại Vương quốc Anh, Trung Quốc và Thổ Nhĩ Kỳ. Kinh phí đầu tư sản xuất của Tử địa Skyfall là 150 triệu USD với bối cảnh tại Anh, Scotland, Thượng Hải (Trung Quốc) và Istanbul (Thổ Nhĩ Kỳ). Phim ra rạp vào ngày 9 tháng 11 năm 2012.
Tử địa Skyfall công chiếu vào ngày 23 tháng 10 năm 2012, và đã được phát hành tại Vương quốc Anh vào ngày 26 tháng 10 năm 2012. Đây là phim James Bond đầu tiên được trình chiếu tại các rạp phim IMAX, mặc dù nó không được quay bằng những máy quay Imax.
Tử địa Skyfall là bộ phim đánh dấu 50 năm kể từ lần đầu tiên James Bond xuất hiện trên màn bạc trong Dr. No (năm 1962). Từ ngày 5 tháng 7 năm 2012, một triển lãm các hiện vật đã diễn ra tại Luân Đôn với nhiều món đồ đáng nhớ như những khẩu súng của James Bond, những bộ bikini mà các Bondgirl từng mặc.
Phim nhận được rất nhiều phản hồi tích cực từ phía các nhà phê bình và giành chiến thắng 2 giải Oscar cho Ca khúc nhạc phim hay nhất được thể hiện bởi nữ danh ca Adele và Biên tập âm thanh xuất sắc nhất (kết quả hòa với Zero Dark Thirdty) tại lễ trao giải Oscar lần thứ 85. Kết quả hòa trong hạng mục biên tập âm thanh của hai bộ phim này là điều khá hiếm trong lịch sử của giải Oscar.

## Phân vai
- Daniel Craig trong vai James Bond, đặc vụ 007
- Dame Judi Dench trong vai M, giám đốc MI6 và cấp trên của James Bond
- Javier Bardem trong vai Raoul Silva, 1 tên khủng bố từng là cựu điệp viên MI6
- Ralph Fiennes trong vai Gareth Mallory, Chủ tịch Ủy ban Tình báo và An ninh Quốc hội Anh, cựu Trung tá SAS và M mới thay cho nhân vật của Judi Dench
- Naomie Harris trong vai Eve Moneypenny, 1 điệp viên thực địa của MI6
- Bérénice Marlohe trong vai Sévérine, đối tác, đồng thời là người tình của Raoul Silva
- Albert Finney trong vai Kincade, người cai quản gia súc tại biệt thự Skyfall
- Ben Whishaw trong vai Q, Chủ nhiệm kho trang bị của MI6
- Rory Kinnear trong vai Bill Tanner, Tham mưu trưởng MI6
- Ola Rapace trong vai Patrice, 1 lính đánh thuê dưới quyền Raoul.
- Helen McCrory trong vai Đại biểu Quốc hội Anh Clair Dowar.

## Âm nhạc
Thomas Newman, người đã từng làm việc với đạo diễn Mendes dưới vai trò nhà soạn nhạc cho American Beauty, Road to Perdition, Jarhead và Revolutionary Road, đã thay thế David Arnold làm nhà soạn nhạc cho bộ phim này, qua đó trở thành nhà soạn nhạc thứ 9 trong cả series. Khi được hỏi về hoàn cảnh dẫn đến sự ra đi của ông, David Arnold nói rằng Newman được chọn bởi vì ông ấy và Mendes đã làm việc với nhau từ trước đó, thay vì việc Arnold đã nhận lời cùng Đạo diễn Danny Boyle để làm nhà soạn nhạc cho Olympic London 2012. Album nhạc phim được tung ra vào 29/10/2012 tại Anh và 06/11/2012 tại Mỹ.
Vào tháng 10/2012, ca sĩ Adele đã xác nhận rằng cô đã sáng tác và ghi âm Skyfall, bài hát chính của phim, cùng với nhà soạn nhạc quen thuộc của cô, Paul Epworth. Bài hát được ra mắt vào lúc 0h07 phút giờ Anh ngày 05/10/2012, thời điểm mà các NSX gọi là Ngày James Bond để đánh dấu kỷ niệm 50 năm ra mắt bộ phim đầu tiên trong series 007, Dr. No. Bài hát này đã được đề cử và thắng giải Oscar ở hạng mục "Bài hát chính hay nhất", lần đầu tiên 1 bài hát của series James Bond được thắng giải Oscar.

## Giải thưởng và đề cử
| Giải                                                 | Năm  | Hạng mục                                                        | Người nhận                                                                      | Kết quả    | Ref.   |
| ---------------------------------------------------- | ---- | --------------------------------------------------------------- | ------------------------------------------------------------------------------- | ---------- | ------ |
| Giải Oscar                                           | 2012 | Giải Oscar cho nhạc phim hay nhất                               | Thomas Newman                                                                   | Đề cử      | [ 10 ] |
| Giải Oscar                                           | 2012 | Giải Oscar cho bài hát gốc hay nhất                             | "Skyfall" (Adele Adkins, Paul Epworth)                                          | Đoạt giải  | [ 10 ] |
| Giải Oscar                                           | 2012 | Giải Oscar cho biên tập âm thanh xuất sắc nhất                  | Per Hallberg, Karen Baker Landers                                               | Đoạt giải1 | [ 10 ] |
| Giải Oscar                                           | 2012 | Giải Oscar cho hòa âm hay nhất                                  | Stuart Wilson, Scott Millan, Greg P. Russell                                    | Đề cử      | [ 10 ] |
| Giải Oscar                                           | 2012 | Giải Oscar cho quay phim xuất sắc nhất                          | Roger Deakins                                                                   | Đề cử      | [ 10 ] |
| British Academy Film Awards                          | 2012 | Outstanding British Film                                        |                                                                                 | Đoạt giải  | [ 11 ] |
| British Academy Film Awards                          | 2012 | Best Actor in a Supporting Role                                 | Javier Bardem                                                                   | Đề cử      | [ 11 ] |
| British Academy Film Awards                          | 2012 | Best Actress in a Supporting Role                               | Judi Dench                                                                      | Đề cử      | [ 11 ] |
| British Academy Film Awards                          | 2012 | Best Editing                                                    | Stuart Baird                                                                    | Đề cử      | [ 11 ] |
| British Academy Film Awards                          | 2012 | Best Production Design                                          | Dennis Gassner, Anna Pinnock                                                    | Đề cử      | [ 11 ] |
| British Academy Film Awards                          | 2012 | Best Sound                                                      | Stuart Wilson, Scott Millan, Greg P. Russell, Per Hallberg, Karen Baker Landers | Đề cử      | [ 11 ] |
| British Academy Film Awards                          | 2012 | Best Original Music                                             | Thomas Newman                                                                   | Đoạt giải  | [ 11 ] |
| British Academy Film Awards                          | 2012 | Best Cinematography                                             | Roger Deakins                                                                   | Đề cử      | [ 11 ] |
| Broadcast Film Critics Association Awards            | 2012 | Best Supporting Actor                                           | Javier Bardem                                                                   | Đề cử      | [ 12 ] |
| Broadcast Film Critics Association Awards            | 2012 | Best Supporting Actress                                         | Judi Dench                                                                      | Đề cử      | [ 12 ] |
| Broadcast Film Critics Association Awards            | 2012 | Best Cinematography                                             | Roger Deakins                                                                   | Đề cử      | [ 12 ] |
| Broadcast Film Critics Association Awards            | 2012 | Best Action Movie                                               |                                                                                 | Đoạt giải  | [ 12 ] |
| Broadcast Film Critics Association Awards            | 2012 | Best Song                                                       | "Skyfall" (Adele Adkins, Paul Epworth)                                          | Đoạt giải  | [ 12 ] |
| Broadcast Film Critics Association Awards            | 2012 | Best Actor in an Action Movie                                   | Daniel Craig                                                                    | Đoạt giải  | [ 12 ] |
| Broadcast Film Critics Association Awards            | 2012 | Best Actress in an Action Movie                                 | Judi Dench                                                                      | Đề cử      | [ 12 ] |
| Chicago Film Critics Association                     | 2012 | Best Supporting Actress                                         | Judi Dench                                                                      | Đề cử      | [ 13 ] |
| Chicago Film Critics Association                     | 2012 | Best Cinematography                                             | Roger Deakins                                                                   | Đề cử      | [ 13 ] |
| Chicago Film Critics Association                     | 2012 | Best Editing                                                    | Stuart Baird                                                                    | Đề cử      | [ 13 ] |
| Quả Cầu Vàng                                         | 2012 | Best Original Song                                              | "Skyfall" (Adele Adkins, Paul Epworth)                                          | Đoạt giải  | [ 14 ] |
| London Film Critics Circle Awards                    | 2012 | Best British or Irish Film of the Year                          |                                                                                 | Đề cử      | [ 15 ] |
| London Film Critics Circle Awards                    | 2012 | Actor of the Year in a Supporting Role                          | Javier Bardem                                                                   | Đề cử      | [ 15 ] |
| London Film Critics Circle Awards                    | 2012 | Actress of the Year in a Supporting Role                        | Judi Dench                                                                      | Đề cử      | [ 15 ] |
| London Film Critics Circle Awards                    | 2012 | British Actor of the Year                                       | Daniel Craig                                                                    | Đề cử      | [ 15 ] |
| London Film Critics Circle Awards                    | 2012 | British Actress of the Year                                     | Judi Dench (chung với The Best Exotic Marigold Hotel)                           | Đề cử      | [ 15 ] |
| Los Angeles Film Critics Association Awards          | 2012 | Best Cinematography                                             | Roger Deakins                                                                   | Đoạt giải  | [ 16 ] |
| Producers Guild of America Awards                    | 2012 | Outstanding Producer of Theatrical Motion Pictures              | Barbara Broccoli, Michael G. Wilson                                             | Đề cử      | [ 17 ] |
| Satellite Awards                                     | 2012 | Best Film                                                       |                                                                                 | Đề cử      | [ 18 ] |
| Satellite Awards                                     | 2012 | Best Actor in a Supporting Role                                 | Javier Bardem                                                                   | Đoạt giải  | [ 18 ] |
| Satellite Awards                                     | 2012 | Best Actress in a Supporting Role                               | Judi Dench                                                                      | Đề cử      | [ 18 ] |
| Satellite Awards                                     | 2012 | Best Original Score                                             | Thomas Newman                                                                   | Đề cử      | [ 18 ] |
| Satellite Awards                                     | 2012 | Best Original Song                                              | "Skyfall" (Adele Adkins, Paul Epworth)                                          | Đề cử      | [ 18 ] |
| Satellite Awards                                     | 2012 | Best Cinematography                                             | Roger Deakins                                                                   | Đề cử      | [ 18 ] |
| Satellite Awards                                     | 2012 | Best Visual Effects                                             | Steve Begg, Arundi Asregadoo, Andrew Whitehurst                                 | Đề cử      | [ 18 ] |
| Screen Actors Guild Awards                           | 2012 | Outstanding Performance by a Male Actor in a Supporting Role    | Javier Bardem                                                                   | Đề cử      | [ 19 ] |
| Screen Actors Guild Awards                           | 2012 | Outstanding Performance by a Stunt Ensemble in a Motion Picture |                                                                                 | Đoạt giải  | [ 19 ] |
| Washington D.C. Area Film Critics Association Awards | 2012 | Best Supporting Actor                                           | Javier Bardem                                                                   | Đề cử      | [ 20 ] |
| Washington D.C. Area Film Critics Association Awards | 2012 | Best Cinematography                                             | Roger Deakins                                                                   | Đề cử      | [ 20 ] |